# Спасское (музей)
Музей «Спасское» — музей, культурно-просветительский центр, расположенный в селе Спасском Новомосковского района Тульской области.

## История
В 1990-х годах по инициативе генерального директора Тульского музея изобразительных искусств (ныне Тульский областной художественный музей) Марины Кузиной и при поддержке председателя Племзавода-колхоза имени В. И. Ленина Василия Стародубцева в отреставрированном и специально оборудованном здании храма — памятника XVIII века были организованы художественные выставки из фондов ТОХМ. Почти через десятилетие под музей выделили часть площадей торгового центра, расположенного в самом центре села Спасское. Была проведена полная реконструкция помещения. Открытие музея состоялось 26 июня 2004 года.
В 2013 году музей «Спасское» стал филиалом Государственного учреждения культуры Тульской области «Объединение „Историко-краеведческий и художественный музей“», впоследствии — «Тульское музейное объединение».

## Экспозиция
В музее представлены подлинники работ Шишкина, Маковского, Саврасова, Клевера и многих других художников. Также в музее в постоянной экспозиции находятся полотно М. И. Авилова «Выбор места для боя» и бронзовая скульптура Дмитрия Донского работы Олега Комова. В музее был воссоздан кабинет Василия Стародубцева.
Постоянная экспозиция состоит из трёх выставок:
«Русское искусство XVIII—XIX веков»:
- - иконы первой половины XIX века;
  - портреты работы неизвестных художников;
  - полотна М. Н. Воробьёва, И. И. Шишкина, Ю. Ю. Клевера, А. К. Саврасова, П. П. Джогина, С. С. Турчанинова[уточнить], Л. Ф. Лагорио, В. Е. Маковского;
  - фарфор Одесского[уточнить] и Санкт-Петербургского императорского заводов.
- «Азбука искусств» (XX век):
  - натюрморты; пейзажи; картины анималистического, бытового и исторического жанра; портреты, скульптура, фарфор, хрусталь, стекло.
- «Народное творчество»:
  - глиняные игрушки (филимоновская, дымковская, абашевская, романцевская),
  - керамика, прялки Русского Севера, изделия из бересты, лоскутная техника, хохломская роспись, павлово-посадские платки, тульские самовары.

Сменная экспозиция состоит из двух выставок:
- тематическая из фондов ТОХМ — меняется через 2-6 месяцев (персональные художников: П. Н. Крылова, В. Д. Поленова, Н. В. Дочкина, М. Левшина и др.; «Архитектурные памятники России», «Тульские художники», «Времена года» и др.);
- работы народных умельцев — меняется через 1-3 месяца (цветная проволочная мозаика В. Я. Плешкова, «Семейная реликвия» (кружево, вышивка, резьба по дереву), «Вышитая картина», «Фарфоровых дел мастер» С. И. Буркова и т. д.)